# Faris Ramli
Muhammad Faris bin Ramli (24 agosto 1992) è un calciatore singaporiano, attaccante del Tampines Rovers e della nazionale singaporiana.

## Palmarès

### Club

#### Competizioni nazionali
- Premier League (Singapore): 1

Lion City Sailors: 2021